# Aptesis scotica
Aptesis scotica är en stekelart som först beskrevs av Marshall 1868.  Aptesis scotica ingår i släktet Aptesis och familjen brokparasitsteklar. Inga underarter finns listade.